# フランス西部自動車クラブ
フランス西部自動車クラブ（フランスせいぶじどうしゃクラブ、フランス語: Automobile Club de l'Ouest 、ACO）は、フランスのル・マン市に本部を置くクラブ組織。
フランス語表記を厳密に日本語訳すると単に「西部自動車クラブ」となり「フランス」は付かないが、日本国内では「フランス」付きの表記が一般的であり、日本法人でも「フランス西部自動車クラブ」を公式な日本語表記としている。

## 概要
1906年創設。一般には1923年にスタートしたル・マン24時間レースの主催者として有名だが、それ以外に同レースの開催サーキットであるサルト・サーキット及びブガッティ・サーキットの管理運営も行っており、近年はブガッティ・サーキットで行われるロードレース世界選手権（MotoGP）のフランスグランプリなども主催している。
1980年代後半より、いわゆるプロトタイプによる耐久レース運営の主導権を巡り国際自動車連盟（FIA）と断続的に対立を繰り返しており、その結果1990年代以降、下記のようにフランス国外でも多くの耐久レースシリーズを主催するようになった。ただ2011年現在はその対立も収束に向かっており、2012年からはFIAとACOが共同で「FIA世界耐久選手権」の運営を行う。
なお、ACOは会社組織ではないため、活動は主にボランティアによって支えられている。特にル・マン24時間の開催期間中は、コースマーシャル・医師・警備などを合わせて約5000人ものボランティアが無報酬でレースの運営に従事している。

## 主な主催レース
- ル・マン24時間レース
- ル・マン24時間耐久ロードレース
- フランスグランプリ (ロードレース)
- アメリカン・ル・マン・シリーズ
- ル・マン・シリーズ
- アジアン・ル・マン・シリーズ
- FIA 世界耐久選手権

## 日本法人
日本では、ル・マン24時間レースに長年参戦し「ミスタール・マン」の異名を取るレーシングドライバーの寺田陽次郎を2003年にACO理事に迎え、事実上日本国内におけるACOの活動を代理させてきた。
2007年10月に正式に日本法人として「ACO JAPAN株式会社」を設立。2012年には「株式会社JLMS」に社名を変更した。現在は同社を通じて、日本におけるレースの公認業務や各種マーチャンダイジング活動を行っている。